# Safia lucilia
Safia lucilia là một loài bướm đêm trong họ Noctuidae.